# Ölandsmåra
Ölandsmåra (Galium oelandicum) är en måreväxtart som beskrevs av Friedrich Ehrendorfer. Enligt Catalogue of Life ingår Ölandsmåra i släktet måror och familjen måreväxter, men enligt Dyntaxa är tillhörigheten istället släktet måror och familjen måreväxter. Enligt den svenska rödlistan är arten nära hotad i Sverige. Arten förekommer på Öland. Artens livsmiljö är jordbrukslandskap. Inga underarter finns listade i Catalogue of Life.